# آلاگوز، صندوق‌لی
الاگوز، ساندیکلی (به لاتین: Alagöz, Sandıklı) یک منطقهٔ مسکونی در ترکیه است که در استان افیون قره‌حصار واقع شده‌است.